# (100928) 1998 MM5
(100928) 1998 MM5 es un asteroide perteneciente al cinturón de asteroides, región del sistema solar que se encuentra entre las órbitas de Marte y Júpiter, más concretamente a la familia de Astrea descubierto el 23 de junio de 1998 por el equipo del Spacewatch desde el Observatorio Nacional de Kitt Peak, Arizona, Estados Unidos.

## Designación y nombre
Designado provisionalmente como 1998 MM5. 

## Características orbitales
1998 MM5 está situado a una distancia media del Sol de 2,576 ua, pudiendo alejarse hasta 3,221 ua y acercarse hasta 1,932 ua. Su excentricidad es 0,250 y la inclinación orbital 4,607 grados. Emplea 1510,95 días en completar una órbita alrededor del Sol.

## Características físicas
La magnitud absoluta de 1998 MM5 es 16. 